# Hawaii (insulă)
Insula Hawaii este o insulă vulcanică din Oceanul Pacific, din arhipelagul cu același nume. Are o suprafață de 10.432 km², fiind astfel cea mai mare insulă a Statelor Unite, suprafața sa fiind mai mare decât a tuturor insulelor arhipelagului Hawaiian luate la un loc.